# Basilisc
|  | Per a altres significats, vegeu «Basilisc (mitologia catalana)» i «Basilisc (emperador)» |

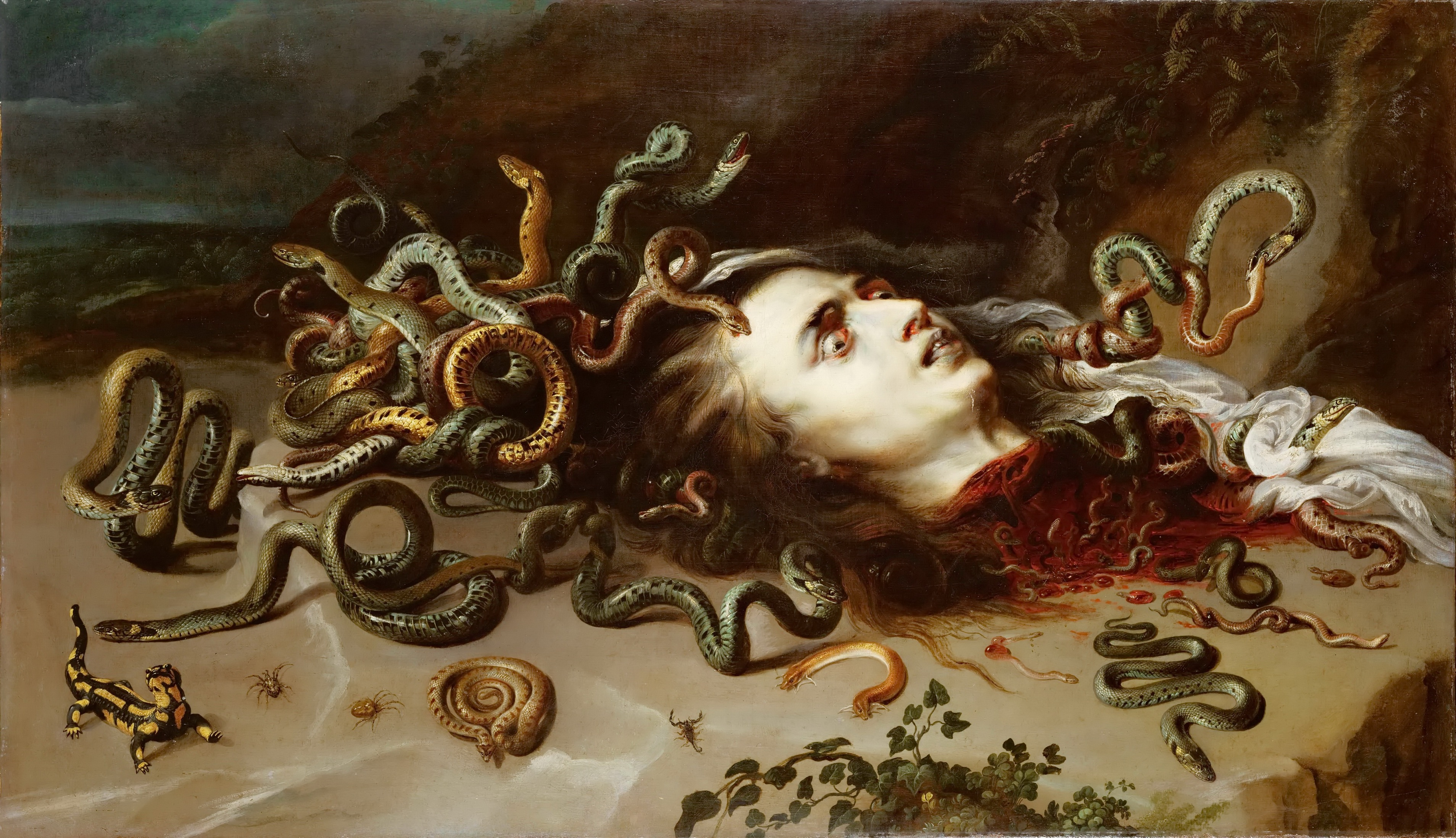
Medusa de Rubens. El naixement del primer basilisc segons la mitologia grega

El basilisc o cocatris (del grec βασιλισκος, que vol dir 'reietó') és un monstre mitològic que ha estat descrit de formes diverses.

## Orígens
Segons la llegenda, el primer basilisc que va existir va ser creat fa molt de temps per Herpo el malvat: d'aquí ve la paraula grega ἑρπειν, que significa 'arrossegar-se', la qual després es va fer servir per a anomenar les serps: d'aquí en deriva la paraula «herpetologia», l'estudi de les serps. Herpo era un bruixot grec que parlava la llengua de les serps i es dedicava a la màgia negra. Ell va crear el primer basilisc aconseguint que un gall covés l'ou d'un gripau. D'allà en va sortir una singular serpent que ell mateix va criar, i quan aquesta ja era adulta, va esdevenir una serp monstruosa dotada d'uns poders extraordinàriament perillosos: aquesta bèstia és el basilisc. Es diu que la creació de basiliscs va ser una pràctica molt perseguida durant l'edat mitjana, tot i que aquesta activitat es pot ocultar molt fàcilment. Aquesta llegenda la va recollir Pierre de Beauvais en el seu llibre Bestiari (1206).
La mitologia grega presenta un altre mite que explica l'origen del basilisc. Segons aquest mite, quan Perseu va derrotar la Medusa, dels cabells d'aquesta van néixer totes les serps, inclòs el basilisc. D'aquí ve el seu atribut de «petrificar amb la mirada», com feia la Medusa.

## Morfologia

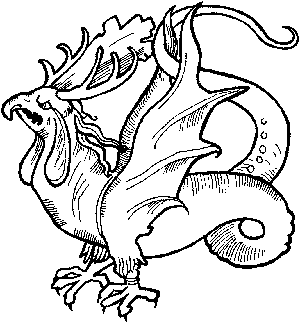
Il·lustració d'un basilisc amb característiques de drac

El primer que va escriure sobre els basiliscs va ser l'historiador i científic Plini el Vell en el seu llibre Naturalis Historia, que és un reflex del coneixement i el pensament dels romans sobre el món natural. Segons Plini, el basilisc és una serp petita, de no més de trenta centímetres, originària del nord de l'Àfrica. El basilisc de Plini camina dret (característica important). És capaç de calar foc (atribut característic dels dracs), el seu alè és fulminant: desfà les pedres, marceix les plantes, desertifica tot el que es troba al seu voltant i qualsevol que el respiri es mor. També ens parla del seu verí letal: si un genet travessés el basilisc amb una llança, el verí pujaria per la llança i mataria el genet i també el cavall.
La llegenda de la creació dels basiliscs no divergeix gaire en comparar diferents versions, però sí que ho fan les versions sobre el seu aspecte. Només conclouen en el fet que el basilisc «té una forma semblant a la d'una serp» i que es desplaça arrossegant-se per terra només recolzant-hi la cua i mantenint dreta la resta del cos; per tant, aquestes són les característiques clau dels basiliscs.

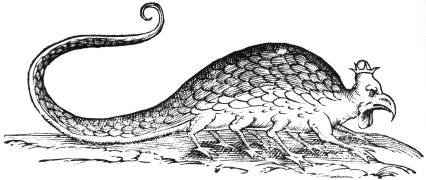
Dibuix d'un basilisc datat el 1642 que combina trets de les gallines, les serps i els gripaus

A l'edat mitjana, els llibres que parlaven dels éssers mitològics, en un principi descrivien el basilisc com ho feia la tradició grecoromana. Però després, probablement per influència de la llegenda del mag Herpo i la creació del basilisc (que hem vist abans), se li van anar introduint nous trets: com ara les potes, les plomes o el bec de gallina. N'és un exemple la il·lustració de la dreta, que és una imatge típica d'un basilisc com es coneixia a l'edat medieval. D'aquesta manera, apareixen els basiliscs en l'art i en l'heràldica: com a bèsties estranyes dibuixades combinant característiques dels gripaus, les serps i les gallines. També apareixen com un llangardaix ferotge, com un drac gegantí o una quimera desenvolupada, i és que les llegendes sobre els basiliscs es van barrejar amb les d'altres bèsties mitològiques; especial atenció a com Plini el Vell descriu el basiliscs: això que és capaç de calar foc ja sona més a un drac.

## El basilisc en la literatura
Joanne Kathleen Rowling, en la seva novel·la Harry Potter i la cambra secreta (1998), presenta un basilisc que descriu detalladament en el llibre Bèsties fantàstiques i on trobar-les. Aquest model de basilisc és molt fidel al que és la tradició més antiga, que es remunta a l'època clàssica o a la prehistòria. Es tracta d'una serp gegant de color verd lluent amb tot el cos gruixut i escatat. Com tot basilisc camina dret. Els seus trets més distintius són la taca blanca i la corona de punxes que tenen al cap, per això es diu que el basilisc «és el rei de les serps». Un adult mesura uns 15-25 metres de longitud. Pot arribar a viure centenars d'anys. Les aranyes en fugen. Les seves dents són excepcionalment verinoses, injecten la metzina d'una sola queixalada. Aquest verí provoca la mort al cap de poc més d'un minut. Però la seva arma més perillosa és el seu «esguard mortífer»: aquell que el miri directament als ulls, hi troba la mort instantània i aquell que el miri indirectament (a través d'alguna cosa) queda petrificat. Els basiliscs mengen tota mena de mamífers, aus i rèptils. Només els reptilingües els poden controlar.

## Destrucció
Els basiliscs «no suporten de cap manera» l'escataineig d'un gall, per a ells és mortal; com comenta Claudi Elià en la seva obra Sobre la natura dels animals. Segons Elià, el simple escataineig d'un gall feia que el basilisc es convulsés i morís. A l'edat mitjana, alguns viatgers portaven galls per protegir-se dels basiliscs. Tampoc no suportaven la pudor d'una mostela i la gent se servia d'aquest fet per a eliminar-los. Per a matar un basilisc amb una mostela, primer cal atreure'l cap a l'interior del cau d'aquesta, i després tapar-ne totes les entrades i sortides, de manera que la bèstia sucumbeixi a l'emanació de la mostela. Però potser la millor manera de matar un basilisc és mostrant-li un mirall, perquè quan el mira el seu esguard letal recau sobre si mateix i es mor.